# SC Olympia Radotín
Sportovní centrum Olympia Radotín w skrócie SC Olympia Radotín – czeski klub piłkarski, grający w IV lidze czeskiej, mający siedzibę w mieście Praga, w dzielnicy Radotín.

## Historyczne nazwy
- 1922 – Radotínský SK (Radotínský sportovní klub)
- 1949 – ZSJ Sokol Kovo Radotín (Závodní sportovní jednotka Sokol Kovo Radotín)
- 1953 – DSO Spartak Radotín (Dobrovolná sportovní organizace Spartak Radotín)
- 1960 – TJ Lokomotiva Radotín (Tělovýchovná jednota Lokomotiva Radotín)
- 1962 – TJ Spartak Radotín (Tělovýchovná jednota Spartak Radotín)
- 1971 – TJ Radotín (Tělovýchovná jednota Radotín)
- SK Pantof Radotín (Sportovní klub Pantof Radotín)
- 1990 – Radotínský SK (Radotínský sportovní klub)
- 2004 – SC Radotín (Sportovní centrum Radotín)
- 2018 – SC Olympia Radotín (Sportovní centrum Olympia Radotín)

## Stadion
Domowe mecze klub rozgrywa na stadionie o nazwie Stadion Josefa Rady, położonym w mieście Praga. Stadion może pomieścić 4000 widzów.